# Яблоново (Забайкальский край)
Я́блоново — село в Читинском районе Забайкальского края. Административный центр сельского поселения «Яблоновское».

## География
Село находится на юго-восточной стороне Яблонового хребта, на левом берегу реки Зун-Кука, на расстоянии 60 км к юго-западу от города Чита, административного центра района и края.
Входит в Перечень населенных пунктов Забайкальского края, подверженных угрозе лесных пожаров.

### Часовой пояс
Село Яблоново, как и весь Забайкальский край, находится в часовой зоне МСК+6. Смещение применяемого времени относительно UTC составляет +9:00.

## История
Село основано в 1908 году. В 1940—2019 годах имело статус посёлка городского типа.

## Население
| 1959 | 1970  | 1979  | 1989 | 2002 | 2009 | 2010 | 2011 |
| ---- | ----- | ----- | ---- | ---- | ---- | ---- | ---- |
| 2041 | ↘1629 | ↘1102 | ↘984 | ↘835 | ↘683 | ↗752 | ↘750 |
| 2012 | 2013  | 2014  | 2015 | 2016 | 2017 | 2018 | 2019 |
| ↘733 | ↘715  | ↘703  | ↗705 | ↘685 | ↗701 | ↘680 | ↘674 |
| 2021 |       |       |      |      |      |      |      |
| ↘661 |       |       |      |      |      |      |      |

## Улицы
| - ул. Главная, - ул. Железнодорожная, - ул. Засопочная, - ул. Комсомольская, - ул. Кооперативная, | - ул. Короткая, - ул. Лесная, - ул. Линейная, - ул. Нагорная, - ул. Новая, | - ул. Пионерская, - ул. Советская, - ул. Узкая, - ул. Утренняя, - ул. Школьная. |

## Экономика
Предприятия железнодорожного транспорта

## Транспорт
Железнодорожная станция Яблоновая ЗабЖД на Транссибирской магистрали.

## Топографические карты
- Лист карты M-49-V Яблоново. Масштаб: 1 : 200 000. Состояние местности на 1965—1975 год. Издание 1985 г.